# Ponte Valentré
Il ponte Valentré o ponte del Diavolo (in occitano pont de Balandras) è un ponte ad arco fortificato del XIV secolo sul fiume Lot a Cahors.